# Laurent Bonnart
Laurent Bonnart (Chambray-lès-Tours, Francia, 25 de diciembre de 1979) es un exfutbolista francés que jugaba de defensa.

## Biografía
Bonnart es un futbolista francés, que jugaba normalmente como defensa en la posición de lateral izquierdo (aunque también podía desenvolverse en la posición de central). Empezó su carrera profesional en 1997 en el Tours FC, que por aquel entonces militaba en la Championnat National.
Al año siguiente fichó por el Le Mans Union Club 72, equipo que jugaba en la Ligue 2. En la temporada 2002-03 ayudó a su equipo a ascender de categoría. En la temporada siguiente debutó en la Ligue 1. Fue en la primera jornada, el 2 de agosto, en el partido RC Lens 0-0 Le Mans. Al final de la campaña su club finalizó en decimonovena posición y regresó a la Ligue 2, aunque al año siguiente el equipo volvió a conseguir el ascenso a la máxima categoría del fútbol francés. En esta etapa Laurent Bonnart fue capitán del equipo varios años.
En 2007 firmó un contrato con el Olympique de Marsella, equipo que realizó un desembolso económico de 500 000 euros para poder hacerse con sus servicios. Debutó con su nuevo equipo en Ligue 1 el 11 de agosto en el partido Olympique de Marsella 0-0 Stade Rennais FC
Se retiró en 2015 tras jugar su última temporada como profesional en el L. B. Châteauroux.

## Clubes
| Club                  | País    | Año       |
| --------------------- | ------- | --------- |
| Tours F. C.           | Francia | 1997-1998 |
| Le Mans U. C. 72      | Francia | 1998-2007 |
| Olympique de Marsella | Francia | 2007-2010 |
| A. S. Mónaco F. C.    | Francia | 2010-2011 |
| Lille O. S. C.        | Francia | 2011-2013 |
| A. C. Ajaccio         | Francia | 2013-2014 |
| L. B. Châteauroux     | Francia | 2014-2015 |

## Títulos
- 1 Liga francesa (Olympique de Marsella, 2010)
- 1 Copa de la Liga (Olympique de Marsella, 2010)